# Галь, Жюль
Жюль Галь (1 июля 1924 года — 22 мая 1988 года) — люксембургский футболист, нападающий. Участник футбольных турниров Олимпийских игр 1948 и 1952 гг.

## Карьера
Нападающий начал карьеру в команде «Ремих». В 1948 году Жюль перешёл в «Спору» из Люксембурга. В сезоне 1948/49 «Спора» выиграла чемпионат, а Жюль с 19 голами стал лучшим бомбардиром чемпионата. В сезоне 1949/50 «Спора» выиграла кубок и заняла 3 место в чемпионате. Жюль забил 18 голов и во второй раз стал лучшим бомбардиром чемпионата. В сезоне 1950/51 «Спора» заняла 5 место в чемпионате. Жюль забил 27 голов и в третий раз подряд стал лучшим бомбардиром турнира.

## Сборная Люксембурга
В 1948 году нападающий провёл первый матч за сборную Люксембурга. На Олимпиаде 1948 года нападающий сыграл 2 матча и забил два гола Афганистану. На футбольном турнире XV летних Олимпийских игр в Хельсинки нападающий забил по голу Великобритании и Бразилии.

## Достижения
- Чемпион Люксембурга: 1949
- Обладатель кубка Люксембурга: 1950